# Kalai Khumb
Kalai Khumb (tadžiško Қалъаи Хумб, latinizirano: Trdnjava na Khumbu) je kraj na jugu Tadžikistana. Kraj ima upravni status džamoata (občine) in je v avtonomni regiji Gorski Badahšan.

## Lega
Kalai Khumb leži na zahodu gore Badahšan ob reki Pandž, ki v tej regiji tvori mejo med Tadžikistanom in njegovim južnim sosedom Afganistanom. Kraj leži v dolini Pandž na nadmorski višini okoli 1260 metrov ob izlivu reke Obikhumboi (na kratko Khumb) v reko Pandž. Za okolico so značilni vrhovi gorovja Pamir, ki segajo v višino več kot 4000 metrov.

## Zgodovina
Zgodovina kraja se je začela v 15. stoletju z gradnjo trdnjave na sotočju rek Obikhumbol in Pandž s strani Timuridov. Trdnjava je bila zgrajena zaradi strateškega pomena mesta in je služila kot vzhodna postojanka Timuridskega cesarstva. V 19. stoletju je bil Kalai Khumb glavno mesto večinoma avtonomne regije Darvaz, preden je bil razpuščen zaradi ruske širitve v regiji. Kot rezultat je Kalai Khumb postal del Tadžiške sovjetske socialistične republike in se uveljavil kot regionalno središče v gorskem Badahšanu. Med vojno v Afganistanu je bil Kalai Khumb uporabljen kot obmejno mesto z Afganistanom za vojaške operacije in prevoz vojakov v Afganistan.

## Infrastruktura
Kalai Khumb je ob najpomembnejši cesti, ki povezuje gorsko avtonomno provinco Badahšan in zahodni del države, zato je razmeroma lahko dostopen. Ker je približno na pol poti med Korugom, glavnim mestom pogorja Badahšan, in tadžikistansko prestolnico Dušanbe, ga mnogi popotniki uporabljajo kot postanek. Zaradi teh obiskovalcev so v mestu številne gostilne in restavracije. Obstaja tudi tržnica, bencinska črpalka in manjše letališče, ki se uporablja za regionalne lete.
Zelo pomemben je tudi most Ruzvat čez reko Pandž vzhodno od Kalai Khumba, ki predstavlja eno redkih povezav med Tadžikistanom in Afganistanom v tej regiji. Most je bil dokončan leta 2004 s podporo razvojne mreže Aga Khan. Most in redna tamkajšnja tržnica z afganistanskimi in tadžikistanskimi trgovci sta pomembna gospodarska dejavnika za Kalai Khumb.

## Kalai-Khumb v popularni kulturi
Kalai-Khumb pod imenom Kala-i-Khumb je slikovito opisan v romanu Streha sveta S. D. Mstislavskega.
A. S. D. Mstislavski. Streha sveta. Poglavje XI. postojanka Divya:
Štiri dni smo hodili po soteskah, na trenutke prečkali nizke, a strme grebene. Naselij ni bilo – sploh ni bilo znakov človeškega bivališča. Petega – opoldne – se je iz nazobčanega grebena črnila globoka brezna, ki je označevala obzorje s temno, strmo črto: bližali smo se Pjanju.
Zavohajo vodo in prosijo za vajeti konju. Delamo velike korake. Šli smo okoli zadnjega grebena in oblegali konje: pred nami je v kotanji, ki so jo s treh strani stisnili ogromni skalnati grebeni, ležal smaragdni ščit Kala-i-Khumb. Iz zelenega morja se je nad Pjanjem dvigala pečina, na vrhu katere je bila citadela.

– Resnično – Iryam, Edenski vrt! – zašepeta Hasan in pohlepno odpre oči. – Kako dolgo že nismo videli zelenega listja, taksyr! Govorice o vrtu Kala-i-Khumb ne lažejo. Rajski vrt – ni drugega imena ...